# Jakomäki
Jakomäki (suédois : Jakobacka) est une section du quartier de Suurmetsä d'Helsinki, la capitale de la Finlande. Jakomäki est aussi un district qui contient la section éponyme.

## Description
Jakomäki a une superficie est de 1,92 km2, sa population s'élève à 5 626 habitants(1.1.2010) et il offre 527 emplois (31.12.2008).

## Galerie

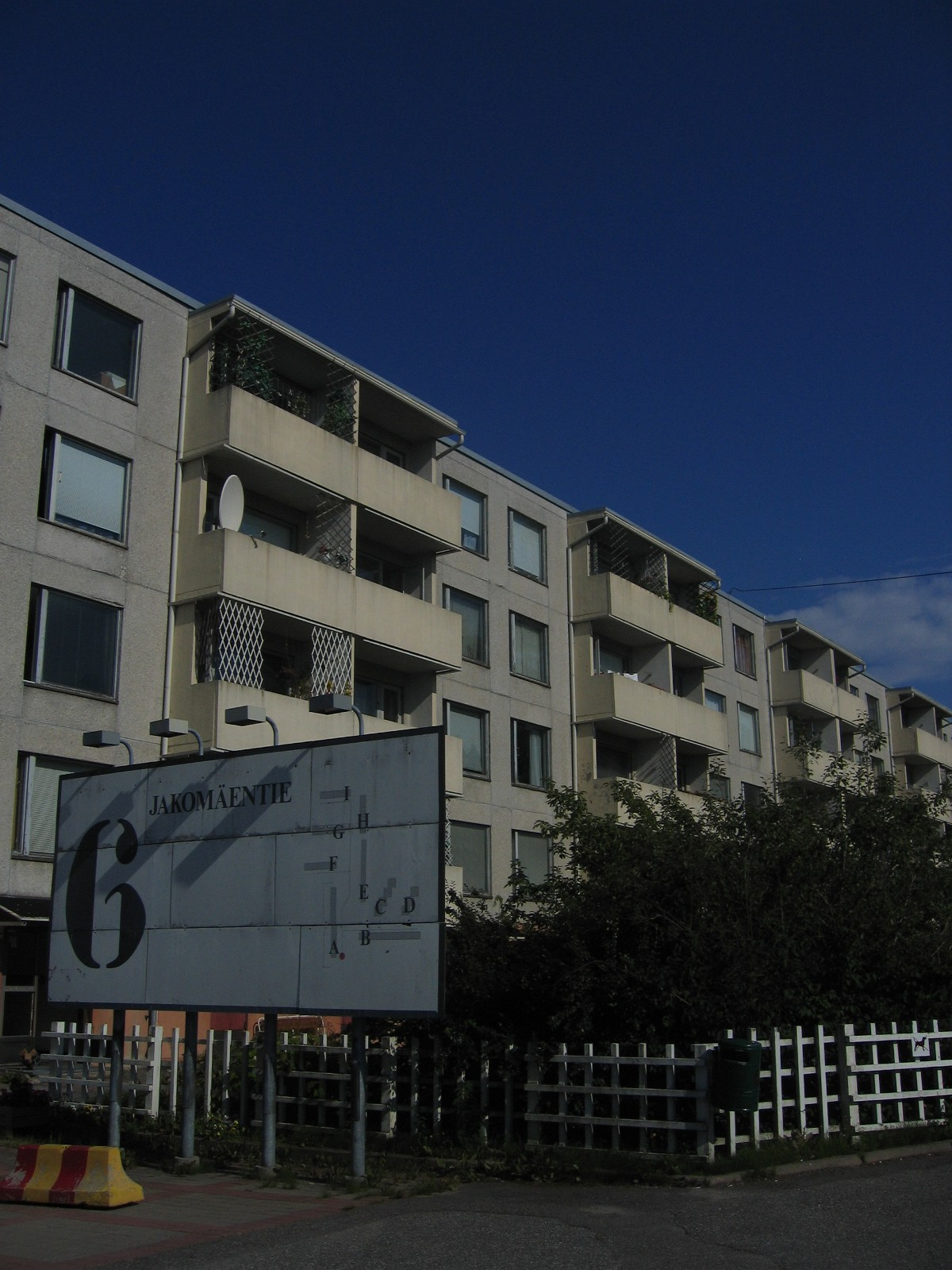
Immeuble typique de Jakomäki.
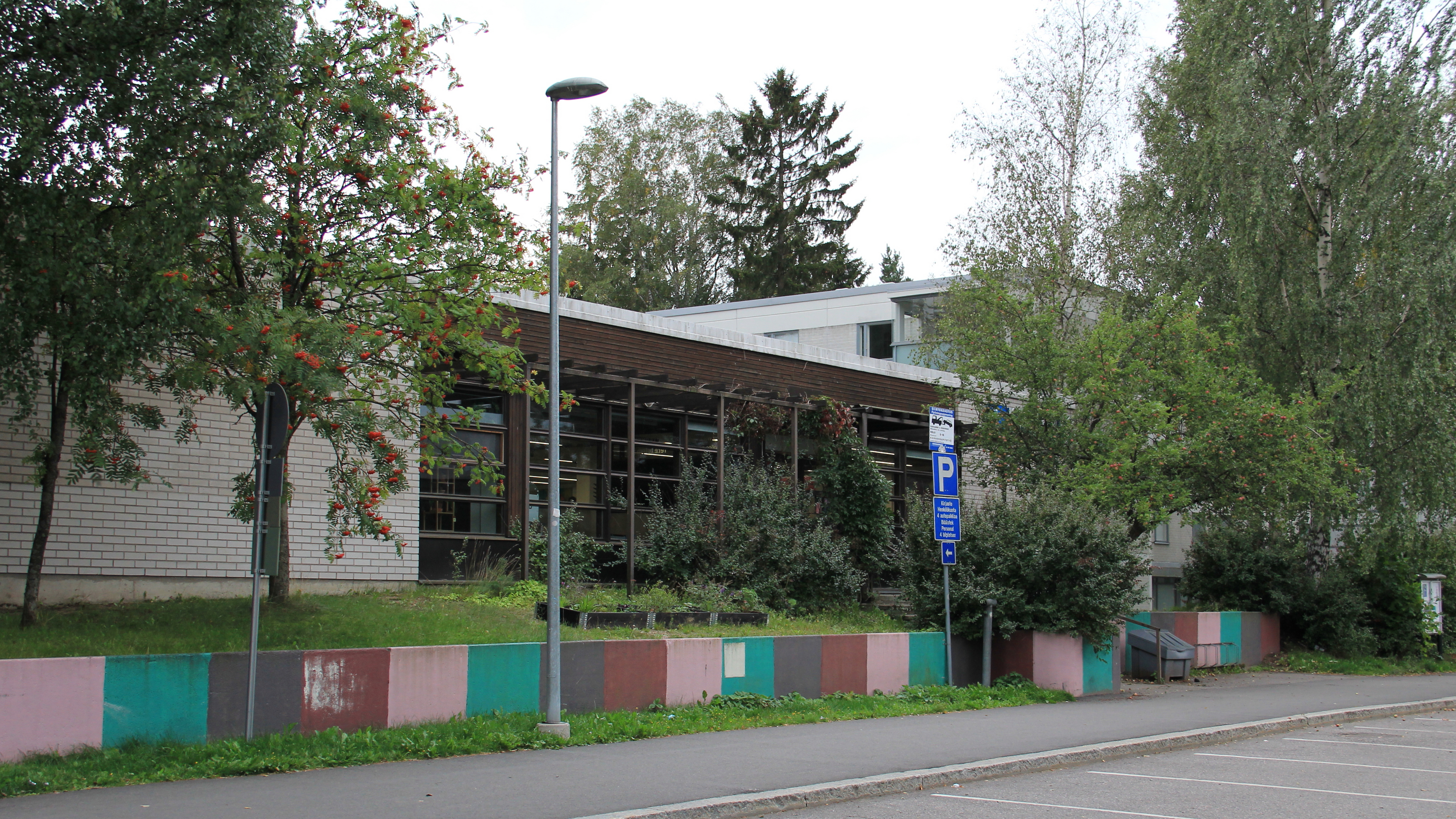
Bibliothèque de Jakomäki
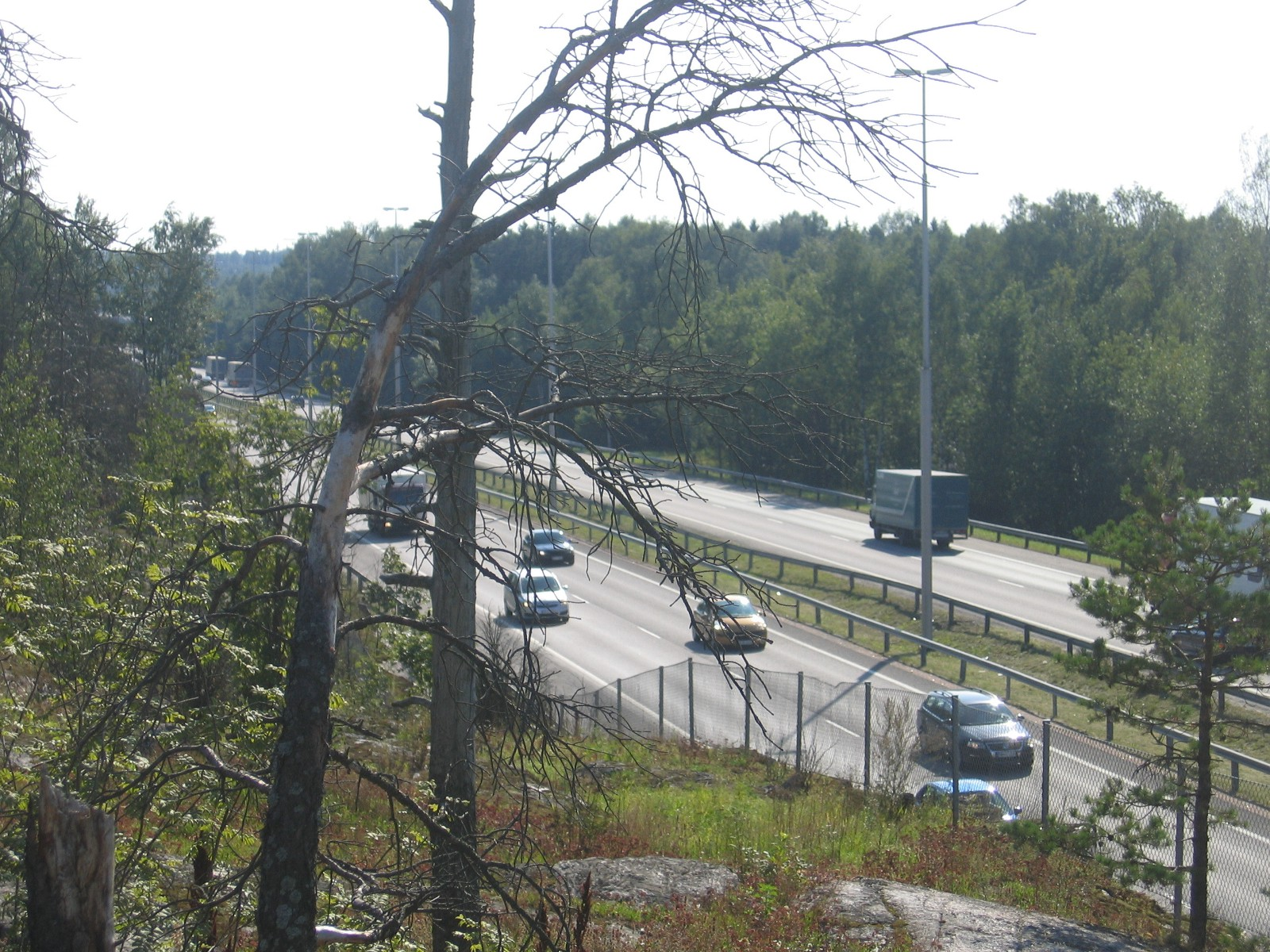
L'autoroute Lahdenväylä (route nationale 4) à Jakomäki.
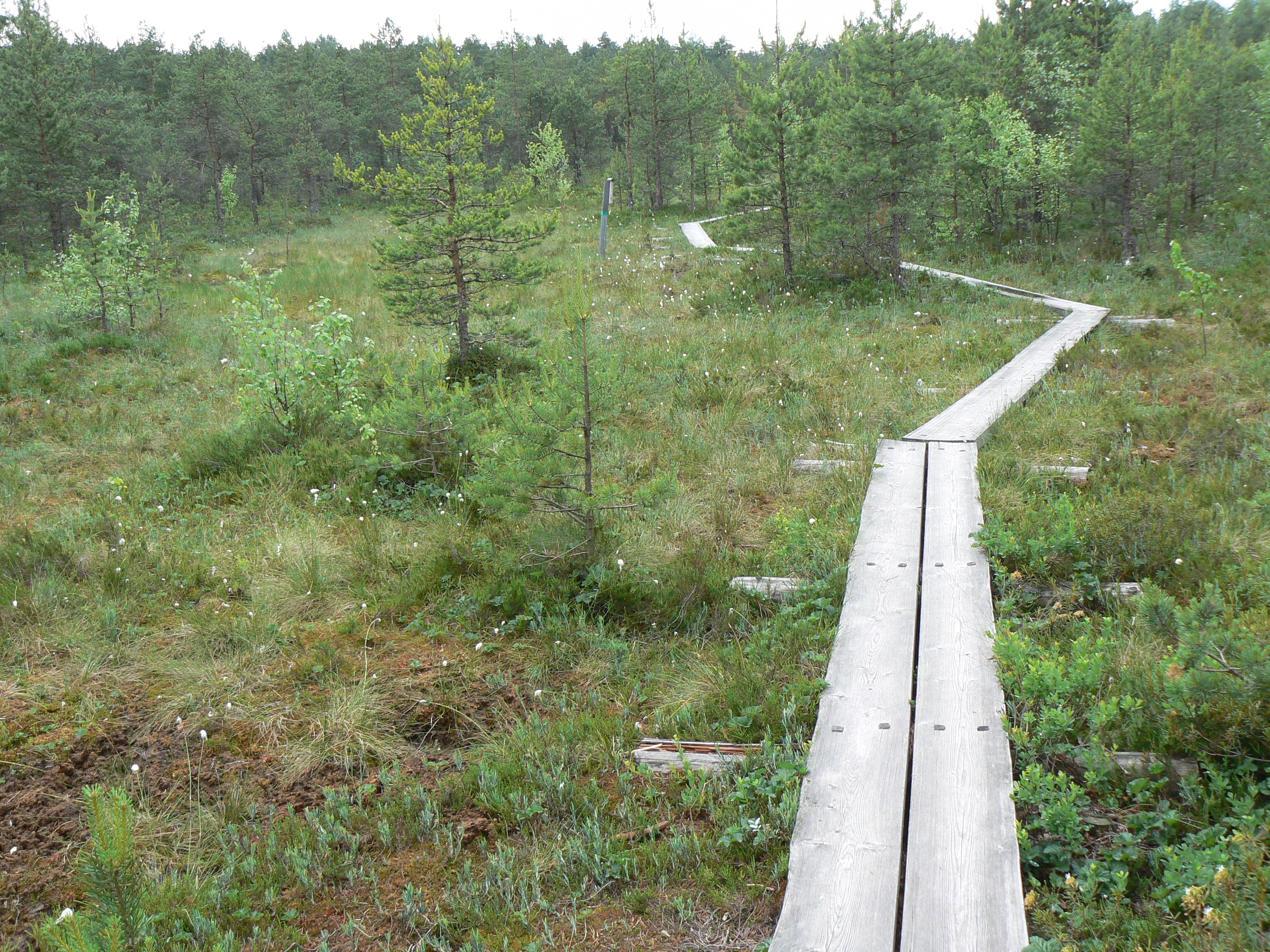
Passerelle de rondins sur le marais de Jakomaki.
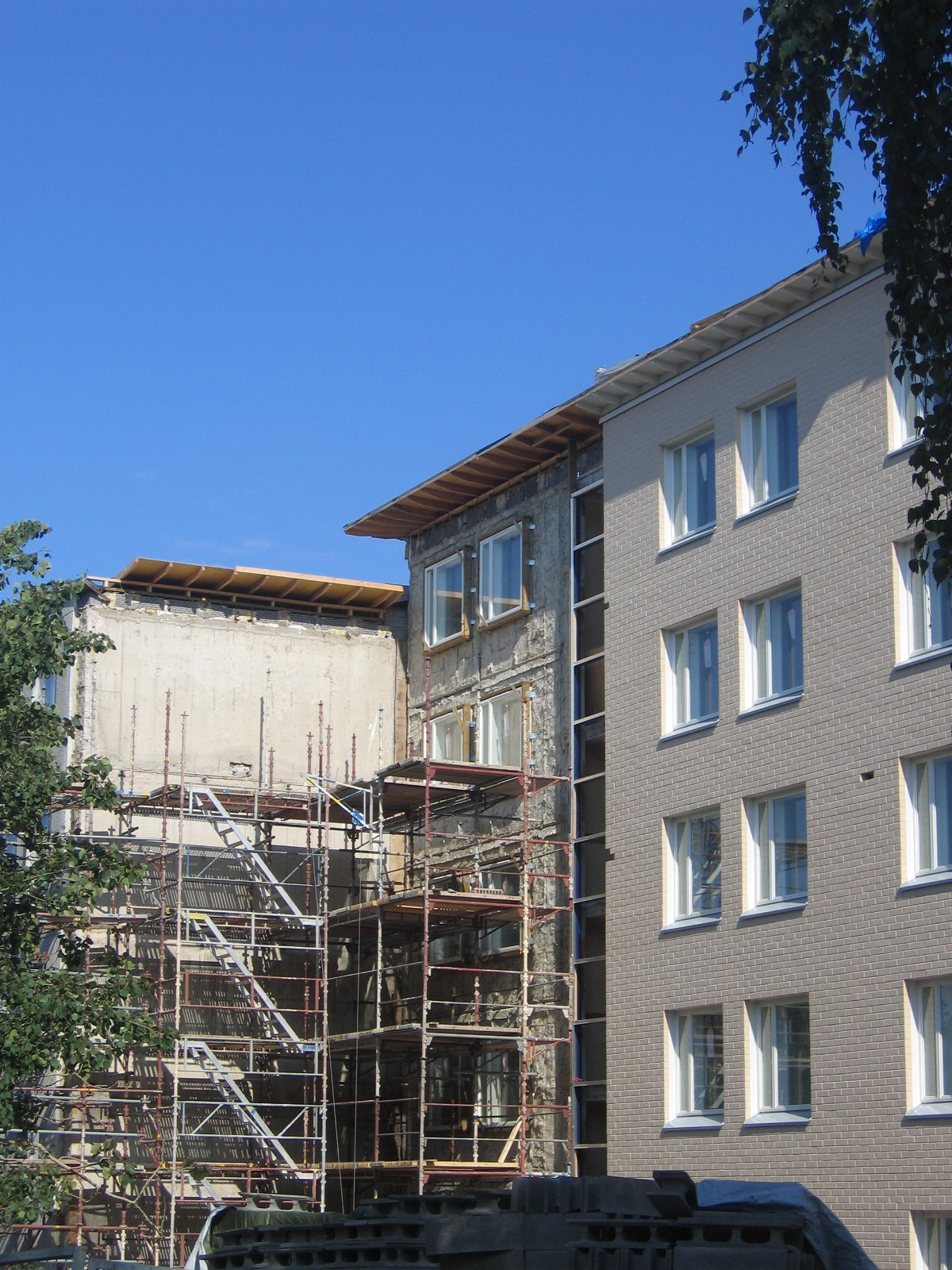
Immeuble en restauration, 2007.
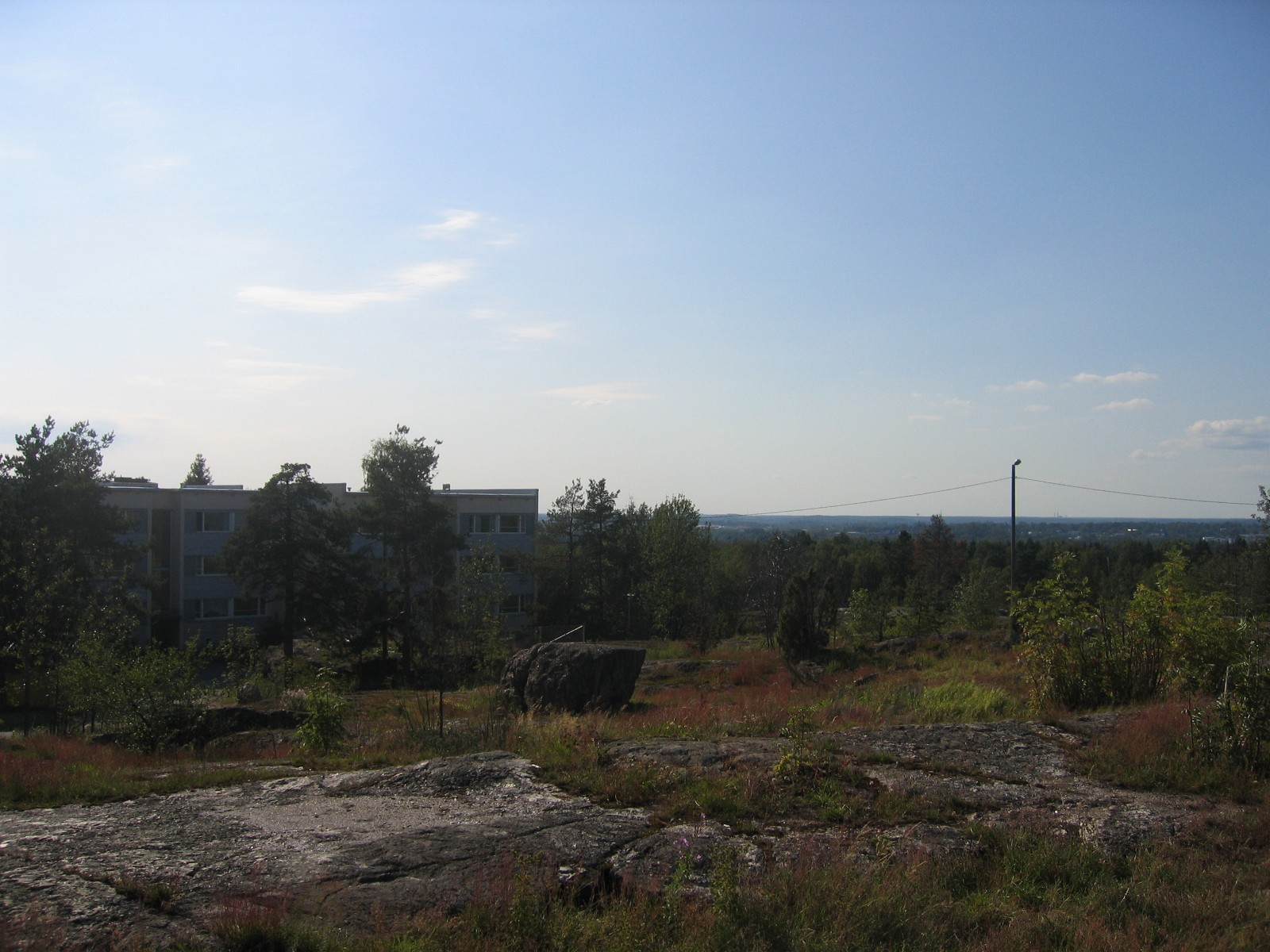
Jakomäki est la plus haute partie habitée d'Helsinki (59.5 mètres au-dessus de la mer).